# Calotelea nebulosa
Calotelea nebulosa är en stekelart som beskrevs av Lubomir Masner 1980. Calotelea nebulosa ingår i släktet Calotelea och familjen Scelionidae. Inga underarter finns listade.